# Pascale Romby
Pascale Romby, née le  née le 30 juin 1958 à Saint-Quentin, est une biochimiste et directrice de recherches française, spécialiste de l'ARN messager. Elle mène ses recherches à l'Institut de biologie moléculaire et cellulaire de Strasbourg. Elle reçoit la médaille d'argent du CNRS en 2006.

## Biographie
Pascale Romby fait ses études à l'Université Strasbourg-I. Elle obtient une maitrise en sciences en 1980, puis un DEA en biologie moléculaire en 1981. Elle soutient une thèse de 3e cycle en 1983 puis elle mène des recherches sur les ARN de transfert, des ARN intermédiaires clés dans la traduction du message génétique et dans la lecture du code génétique sous la direction de Richard Giegé. Elle soutient sa thèse de doctorat en 1986. Elle effectue ses recherches postdoctorales à l'université KU Leuven en Belgique et à l'Université de Victoria au Canada. Elle entre au CNRS en 1987 en tant que chargée de recherches et en 1995, elle devient directrice de recherche. En 2003, elle devient directrice adjointe de l’unité de recherche Architecture et Réactivité de l’ARN puis directrice de cette même unité en 2016. De 2003 à 2007 , elle est membre du conseil scientifique de l'INSERM.
Ses recherches portent sur  la régulation de l'expression des gènes chez des bactéries pathogènes tels que les Escherichia coli ou les Staphylocoques dorés.

## Distinctions
- 2018 : Médaille Louis Pasteur – Fondation André-Romain Prévot de l'académie des sciences[5]
- 2010 : Prix Langevin de l'académie des sciences[6]
- 2006 : Médaille d'argent du CNRS[7]